# マッド・アマノ
マッド・アマノ（1939年7月28日 - ）は、東京都出身のグラフィックデザイナー、パロディスト。有限会社ビッグバン代表取締役。本名は天野 正之（）。東京都立竹早高等学校を経て東京藝術大学美術学部卒。フォトモンタージュによるパロディ作品で知られる。現在は月刊誌『創』誌上において狂告の時代の後継ともいえる、風刺パロディ作品を連載している。自身は風刺やパロディ作品にについて「風刺は権力者との闘争の手段である。」と述べている。

## 人物
- 6歳の頃の1945年7月に疎開先の栃木県小山市にある親戚の家で空襲に遭う[2]。
- 1962年4月に日立製作所入社。
- 1978年に第24回文藝春秋漫画賞受賞。
- 1981年に写真週刊誌『FOCUS』（新潮社）に最後のページのコーナー「狂告の時代」を連載開始（-2001年10月に休刊）。
- 2000年に『たけしの誰でもピカソ』（テレビ東京）にゲスト出演。

## 著書
- パロディって何なのさ（文藝春秋・文春文庫、1982年）
- パロディ毒本（新潮社・新潮文庫、1982年、新版2000年）
- マッド・アマノのアメリカ広告通信（広松書店、1984年）
- 笑撃　同時代の正しい笑い方（PHP研究所、1985年）
- アメリカを動かせ! 意見広告とのつきあい方（東京書籍、1986年）
- アイデアが生まれる 不思議なアメリカの話（ダイナミックセラーズ出版、1989年）
- マッド・アマノの遊び商品USA アメリカの発想に学ぶ（日本生産性本部、1989年）
- パロディ主義 「怒り」と「嘲笑」の知能指数（ビー・エヌ・エヌ、1997年）
- マッド・アマノの日本再生33の大提言 奇想天外景気浮揚策（かんき出版、1999年）
- 新しい歴史狂科書 FOCUS狂告の時代　'81~'01 （新潮社、2002年）、巻末連載を集成
- リコール! 小泉鈍一郎　あの米国を想い この属国を創る（雷韻出版、2004年）
- リトルボーイとファットマン（七つ森書館、2005年）、パロディ絵本
- マッド・アマノの「謝罪の品格」（平凡社・平凡社新書、2008年）
  - 世界でも珍しい「謝罪会見」という光景（アドレナライズ、2014年）、電子書籍版
- 原発のカラクリ　原子力で儲けるウラン・マフィアの正体（鹿砦社、2012年）
  - 原発のカラクリ（アドレナライズ、2013年）、電子書籍版

共著
- パロディ角戦争（新潮文庫、1983年）- 筑紫哲也と
- 狂告の時代（サンマーク出版、1988年）- コダーマン、クソ高、スーダラ佐藤と

## 狂告の時代
『狂告の時代』（きょうこくのじだい）とは、写真週刊誌「FOCUS」（新潮社）に1981年10月の創刊から2001年10月の休刊まで、最終ページに掲載されていたマッド・アマノによるオマージュ写真の連載企画。政治家や芸能人、スポーツ選手などの顔写真を引用し、旬の時事問題を広告仕立てにするというものであった。なお本人が狂告の時代のムック (出版)本で明かしたところによると
- 1人が死んだ事故や事件は扱わない※ただしロス疑惑は何度かパロディーにされている。
- 2学生スポーツは教育の一貫なので扱わない

を心掛けていたという。

## 主なパロディ作品
- 津軽海峡封鎖景色　　中曽根康弘の四海峡封鎖発言と津軽海峡・冬景色をかけたもの。
- 戸塚バットスクール　戸塚ヨットスクール事件のパロで当時巨人の独走状態だったプロ野球のセリーグの他の五球団の監督を鍛えなおすというオチ。
- 伝統無視のサンバ　　当時言動が物議を醸していた小錦八十吉 (1963年生)とてんとう虫のサンバをかけたパロ
- 涙のカクエスト　　　田中角栄と竹下登の対立と角栄が病に倒れる様を当時流行していた涙のリクエストの歌詞に乗せたパロ
- 私はこれで相撲を辞めました　年寄株を担保にしていた問題で相撲界を追放された輪島大士がカブを持ちながら「私はこれで相撲を辞めました。」という当時流行していた禁煙パイポのＣＭのパロ。